# Konstantínos Dermitzákis
Konstantínos Dermitzákis (en grec Κωστής Δερμιτζάκης), né en 1953 à Episkopi Ierapetras en Grèce, est un homme politique grec.

## Biographie
Aux élections législatives grecques de janvier 2015, il est élu député au Parlement grec sur la liste de la SYRIZA dans la circonscription du Lassithi.